# 시라이토다이 차량기지
시라이토다이 차량기지(일본어: 白糸台車両基地, しらいとだいしゃりょうきち)는 일본 도쿄도 후추시에 위치한 세이부 철도 소속의 전동차 차량기지로, 다마가와 선 시라이토다이 역 부근에 위치한다. 현재 중검수 및 일반 검수는 실시하지 않고 있다.
다마가와 선은 다른 세이부 철도 노선과 떨어져 있기 때문에 여태까지 중검수나 일반검수를 할 경우에는 갑종 수송을 통해 다른 곳에서 검수가 이루어졌다. 그러나 동일본 여객철도 주오 선 고가화 작업 때문에 무사시사카이역에서 인입을 할 수 없게 되었다. 이에 차체 승강 장치가 도입이 되었고, 차량을 분리한 후 검수 장소까지 트레일러로 수송하는 과정을 거친다.

## 같이 보기
- 세이부 철도 다마가와 선